# Apsey Green
Apsey Green – wieś w Anglii, w hrabstwie Suffolk. Leży 21 km na północny wschód od miasta Ipswich i 127 km na północny wschód od Londynu.